# ラティーザ

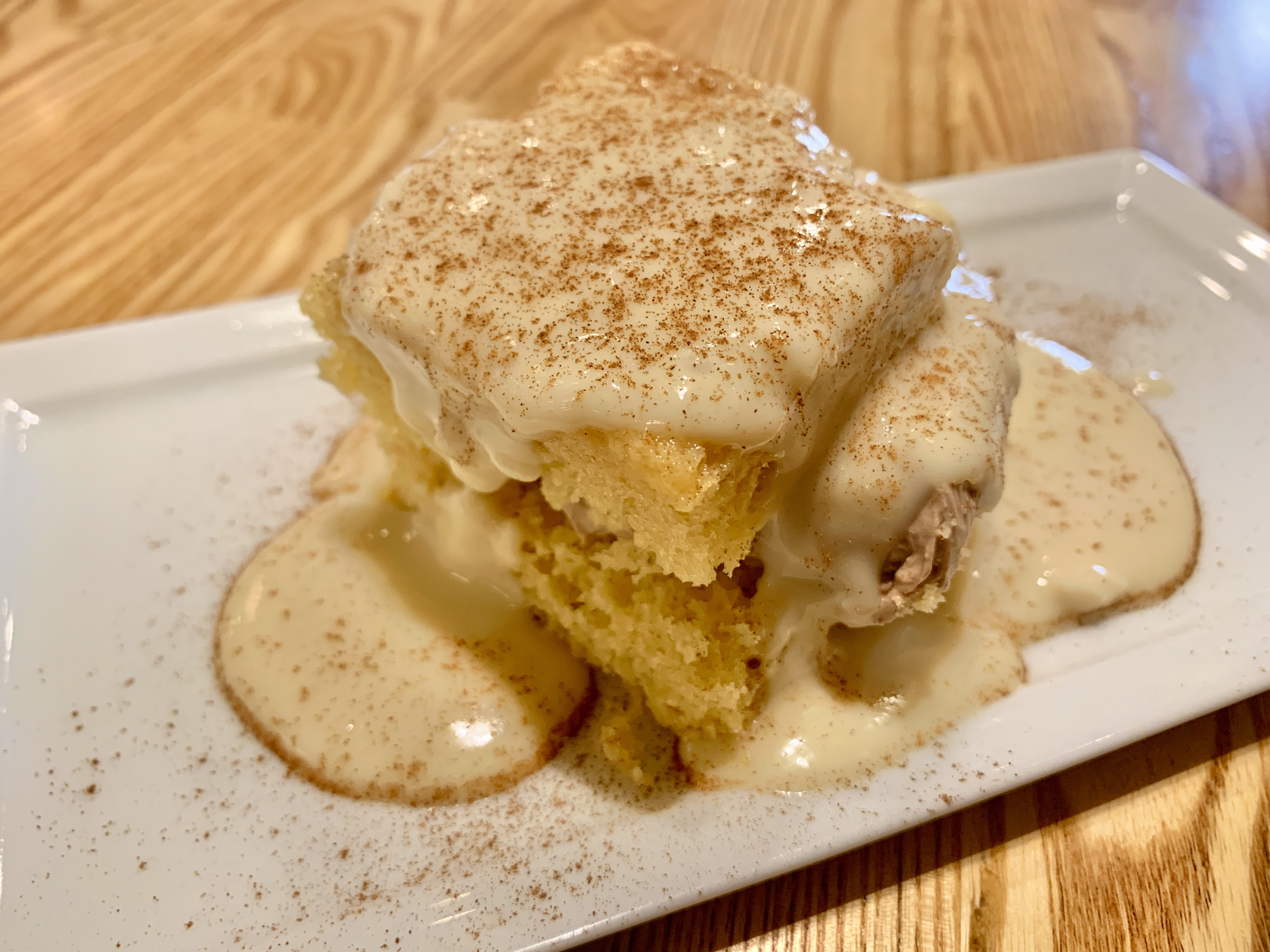
ラティーザの例

ラティーザ（英語: Latiya）はグアムでポピュラーなデザート。ラティーヤとも。
カステラの上にカスタードクリームを載せ、シナモンパウダーを振りかけた菓子である。
伝統的なマリアナ諸島（チャモロ）の料理には牛乳、砂糖、シナモンなどを使う習慣は無いため、スペイン統治時代（17〜19世紀）にグアムへ伝わったのではないかと言われている。